# Adhemarius
Adhemarius es un género de lepidópteros ditrisios perteneciente a la familia Sphingidae.

## Especies
- Adhemarius blanchardorum - Hodges, 1985
- Adhemarius daphne - (Boisduval, 1870)
- Adhemarius dariensis - (Rothschild & Jordan, 1903)
- Adhemarius dentoni - (Clark, 1916)
- Adhemarius donysa - (Druce, 1889)
- Adhemarius eurysthenes - (R. Felder, 1874)
- Adhemarius fulvescens - (Closs, 1915)
- Adhemarius gagarini - (Zikan, 1935)
- Adhemarius gannascus - (Stoll, 1790)
- Adhemarius globifer - (Dyar, 1912)
- Adhemarius jamaicensis - (Rothschild & Jordan, 1915)
- Adhemarius mexicanus - Balcázar-Lara & Beutelspacher, 2001
- Adhemarius palmeri - (Boisduval, 1875)
- Adhemarius roessleri - Eitschberger, 2002
- Adhemarius sexoculata - (Grote, 1865)
- Adhemarius tigrina - (Felder, 1874)
- Adhemarius ypsilon - (Rothschild & Jordan, 1903)

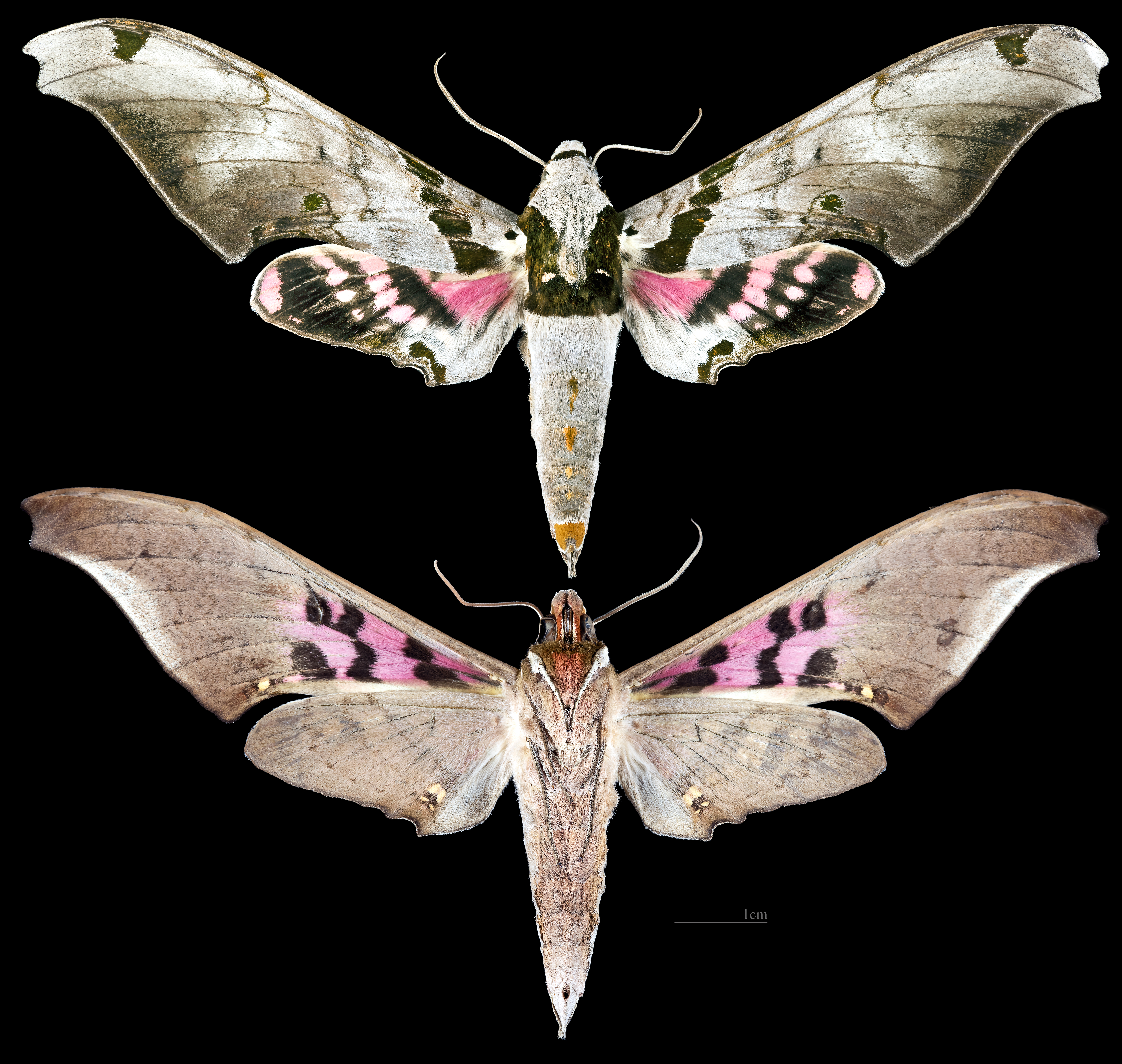
Adhemarius dentoni
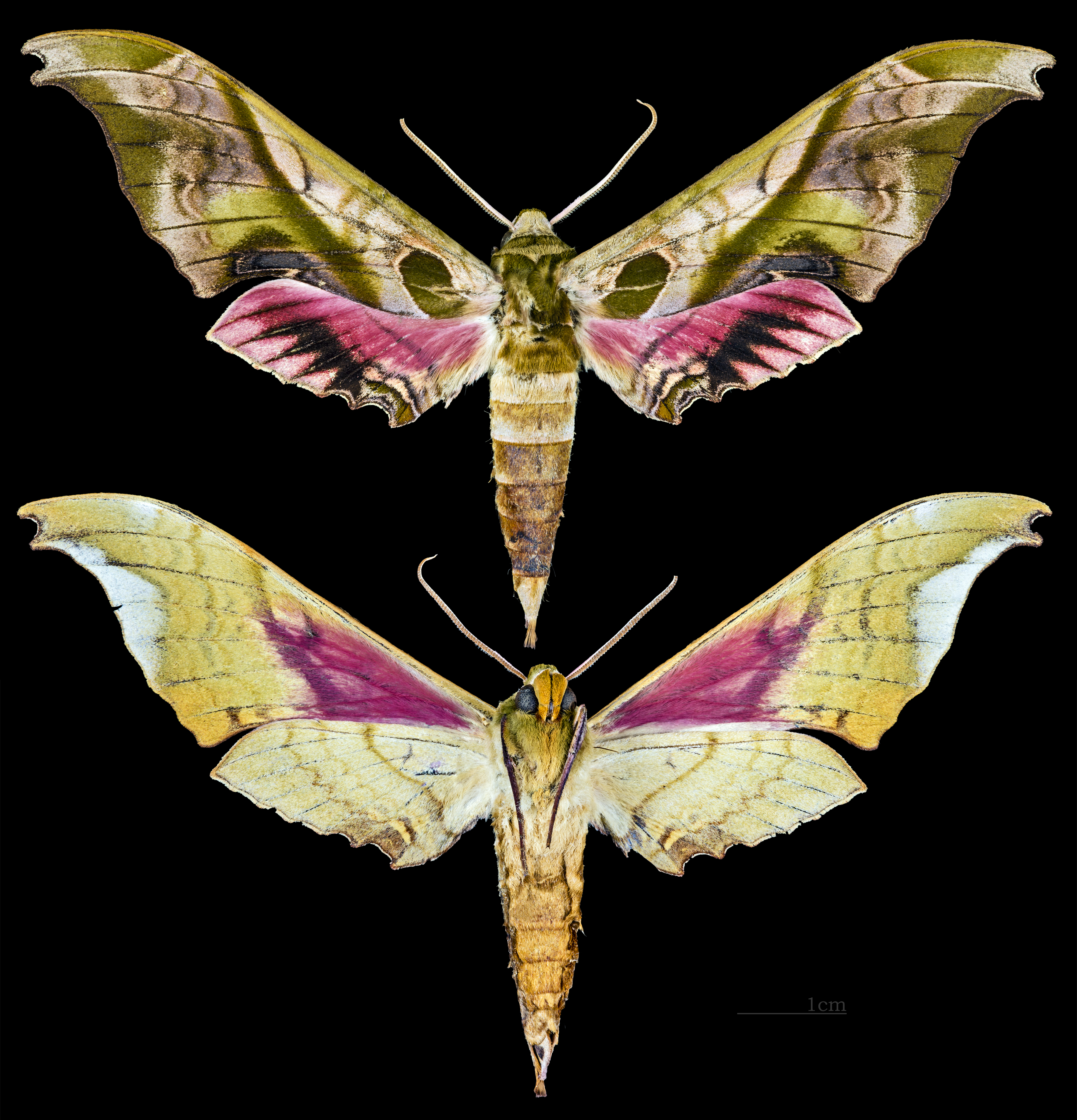
Adhemarius donysa - MHNT
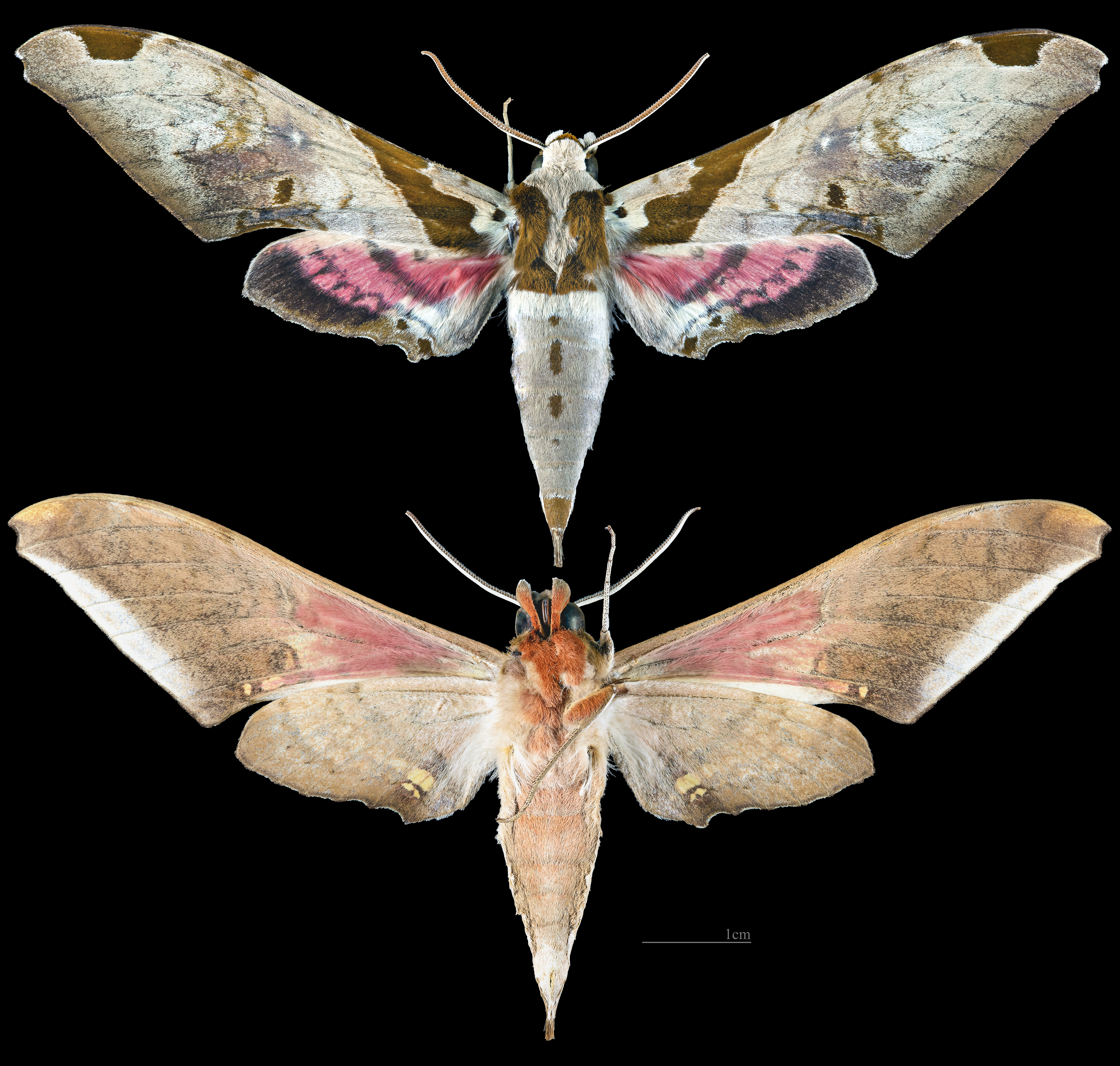
Adhemarius eurysthenes
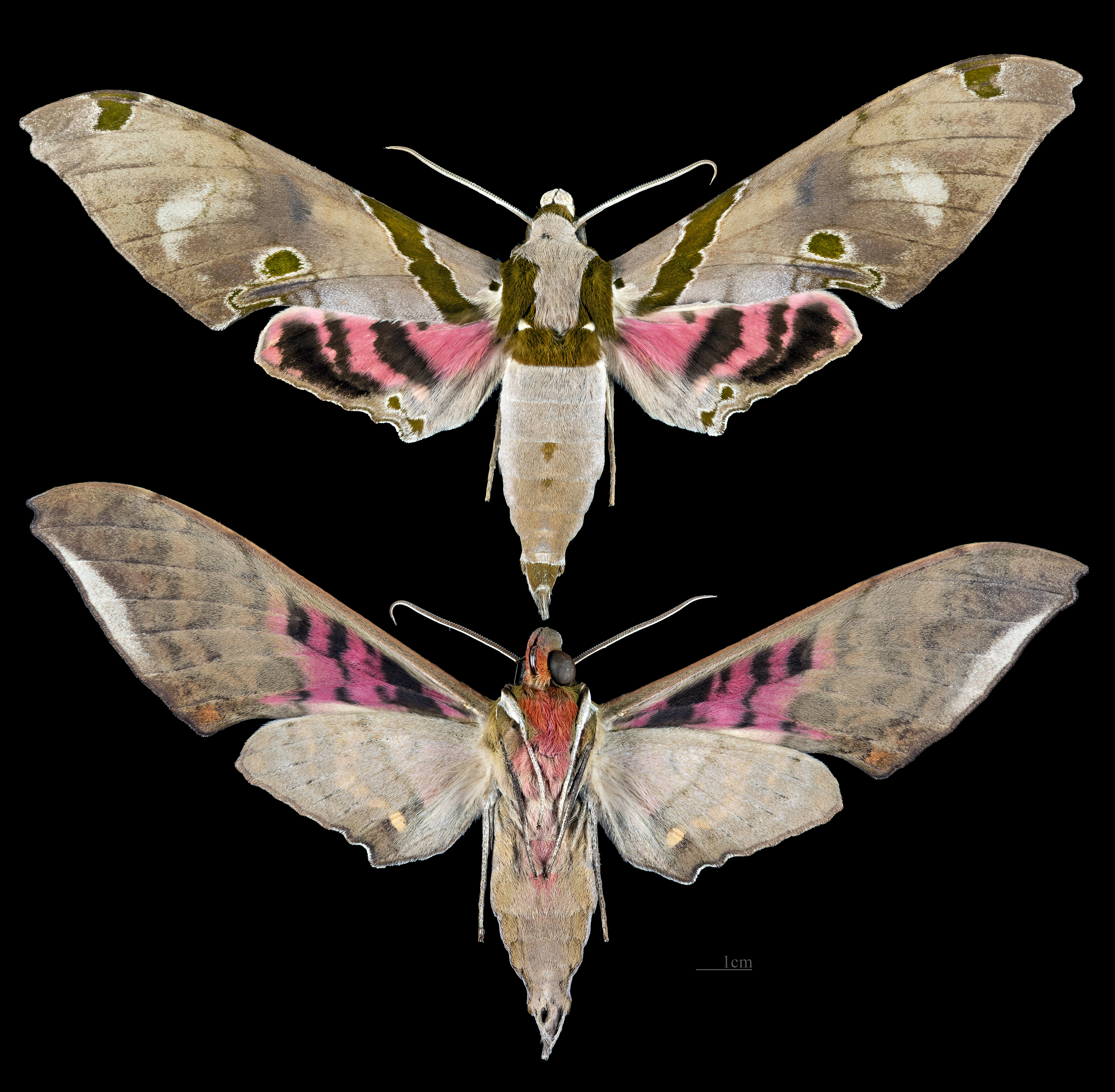
Adhemarius gagarini
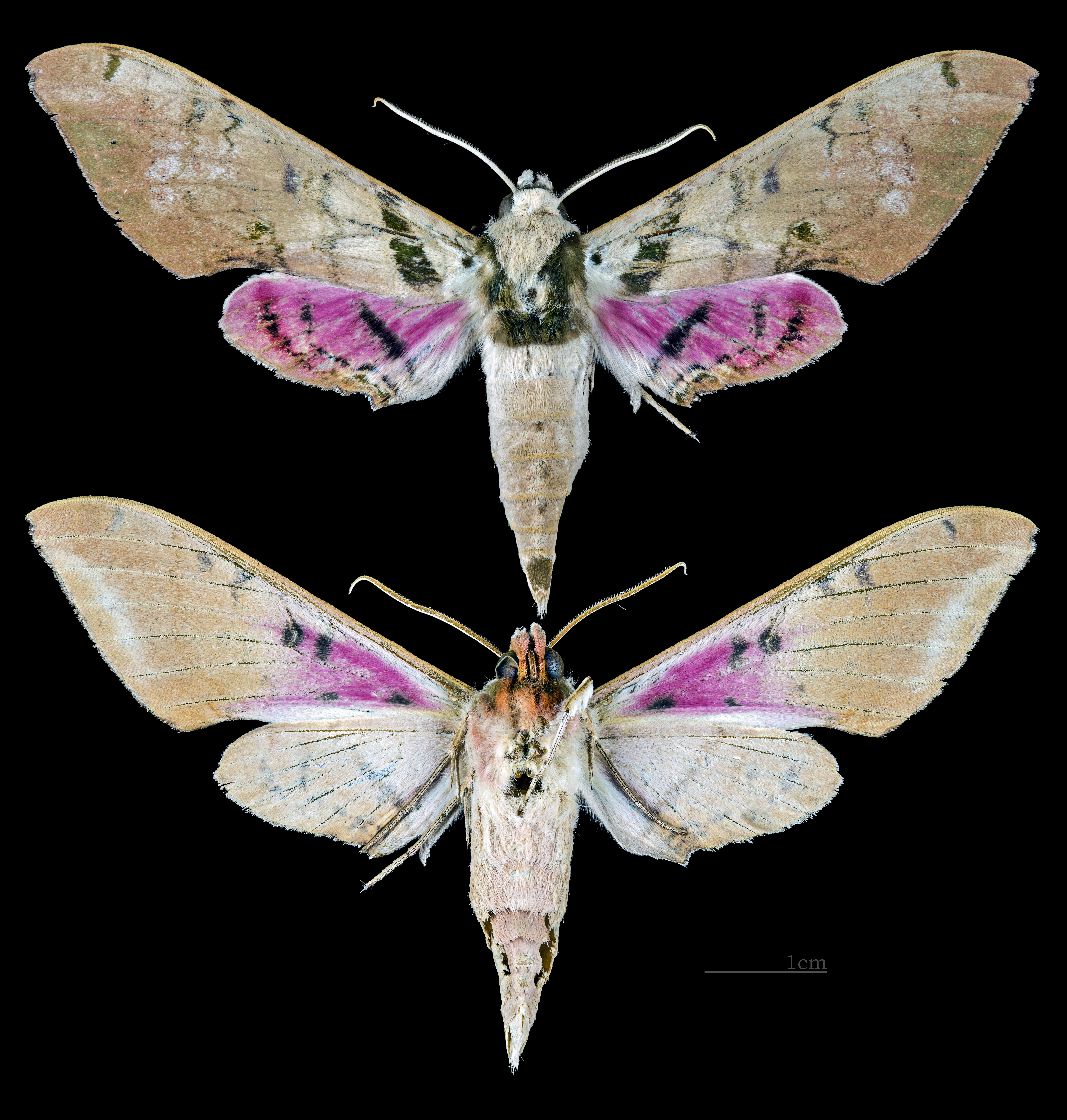
Adhemarius gannascus - MHNT
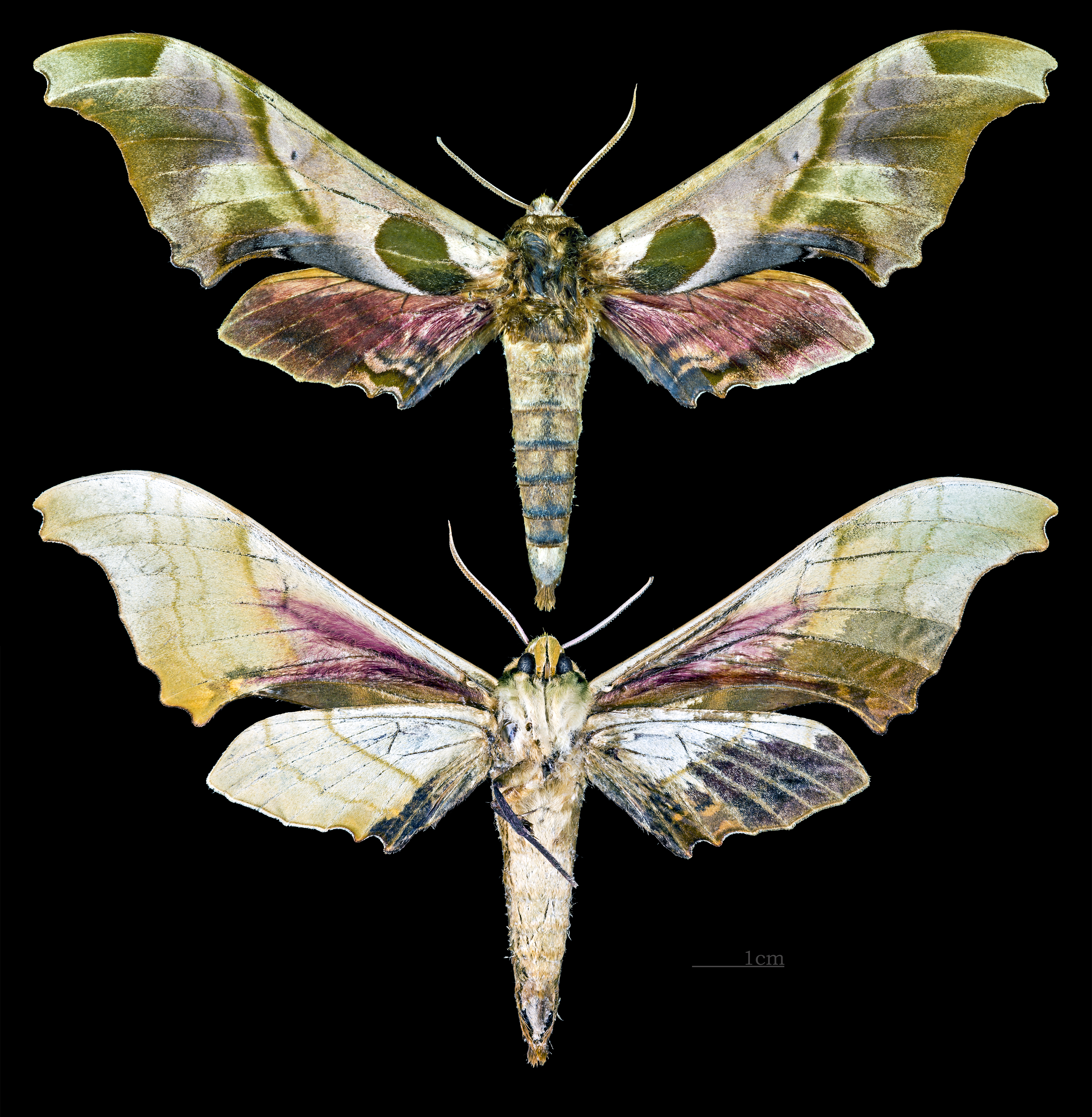
Adhemarius globifer  - MHNT
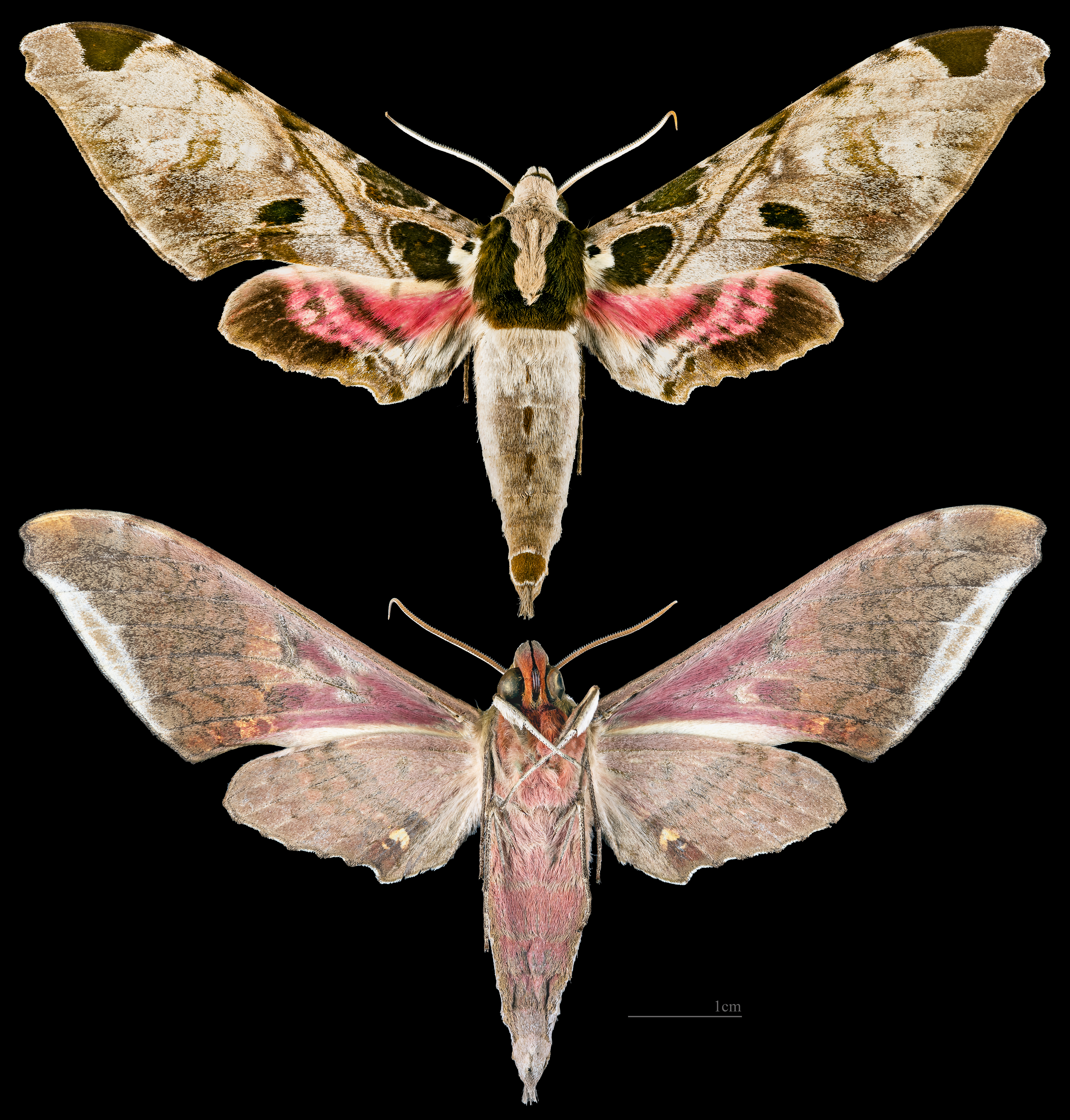
Adhemarius palmeri
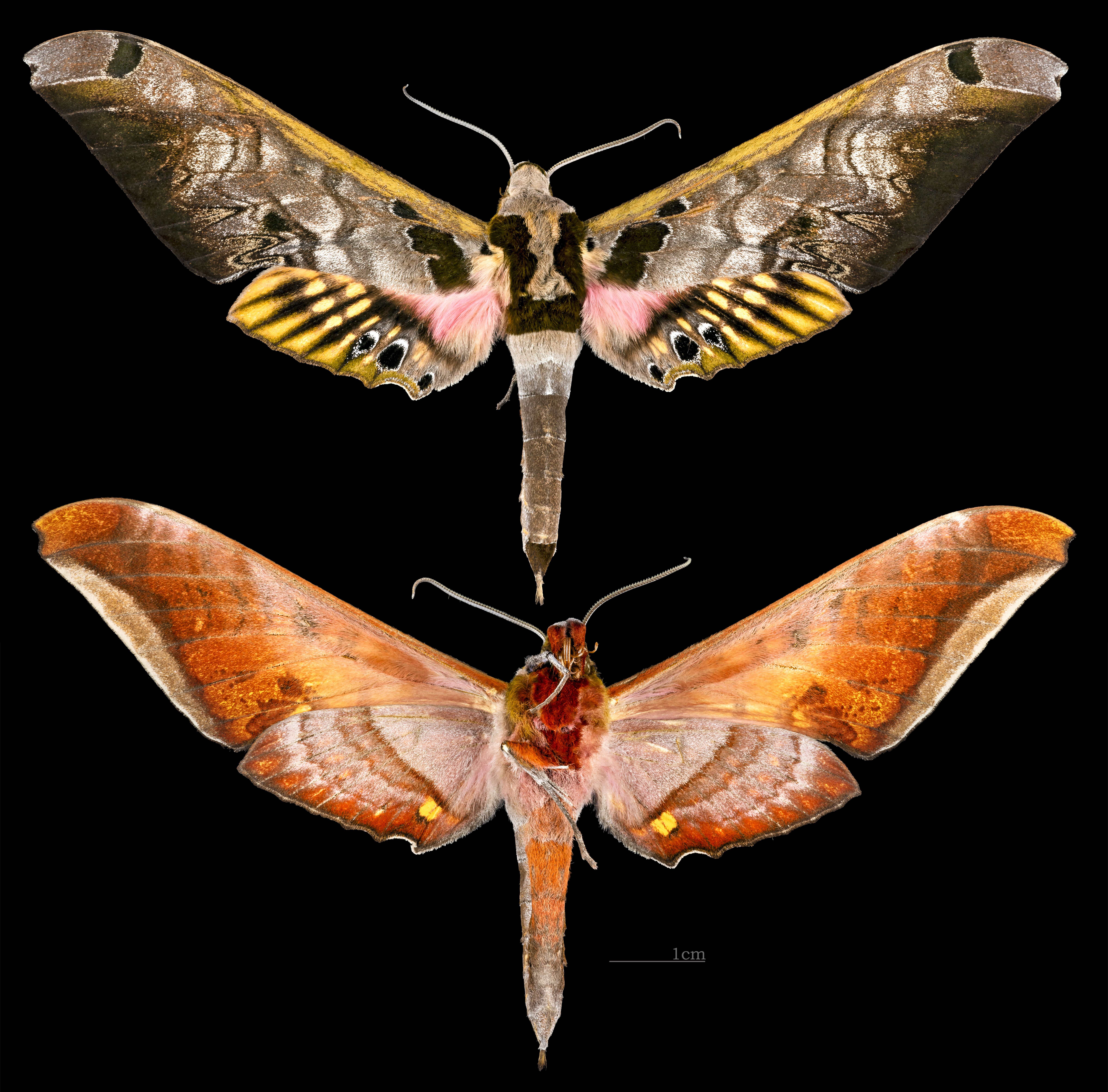
Adhemarius sexoculata
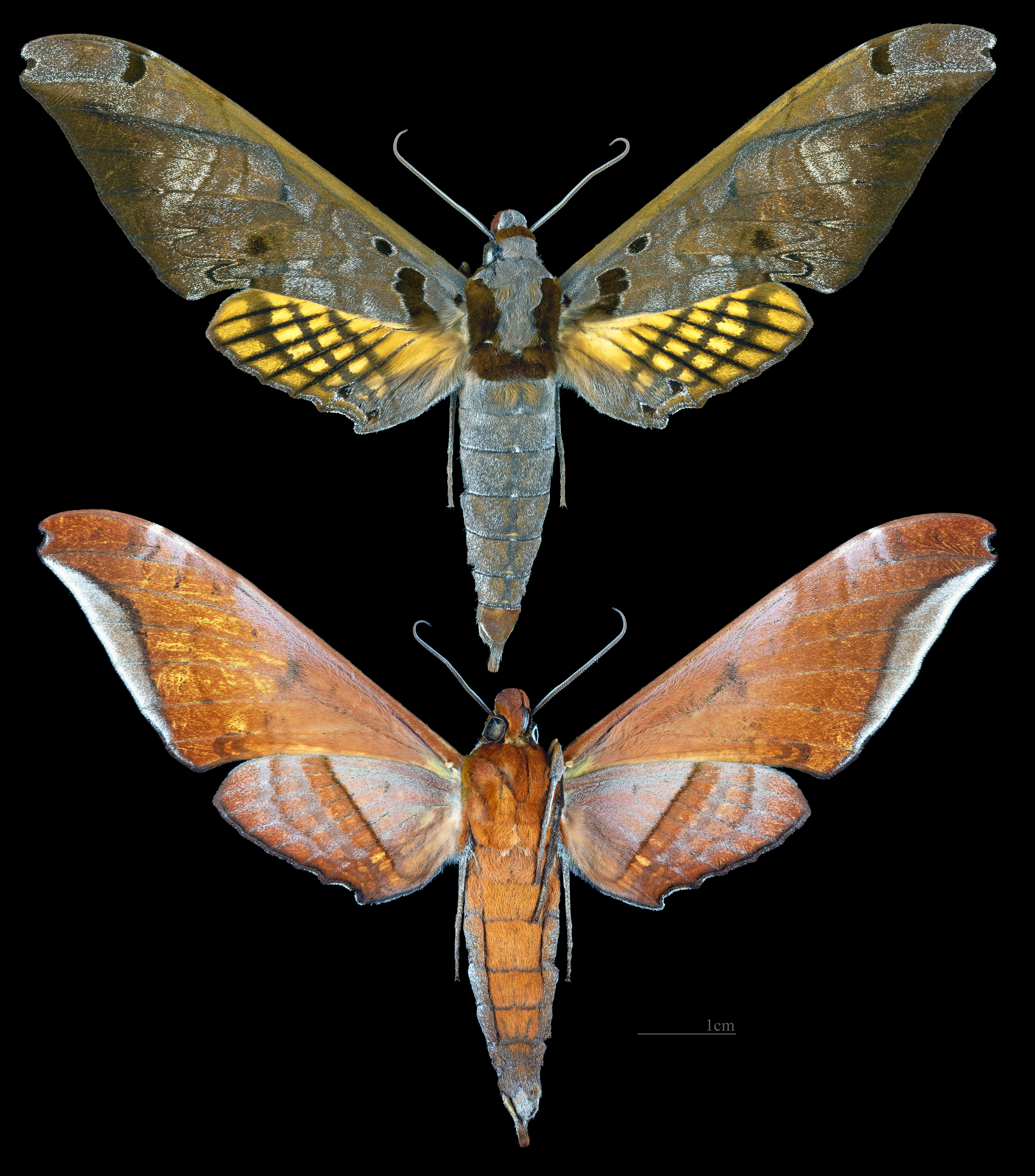
Adhemarius tigrina
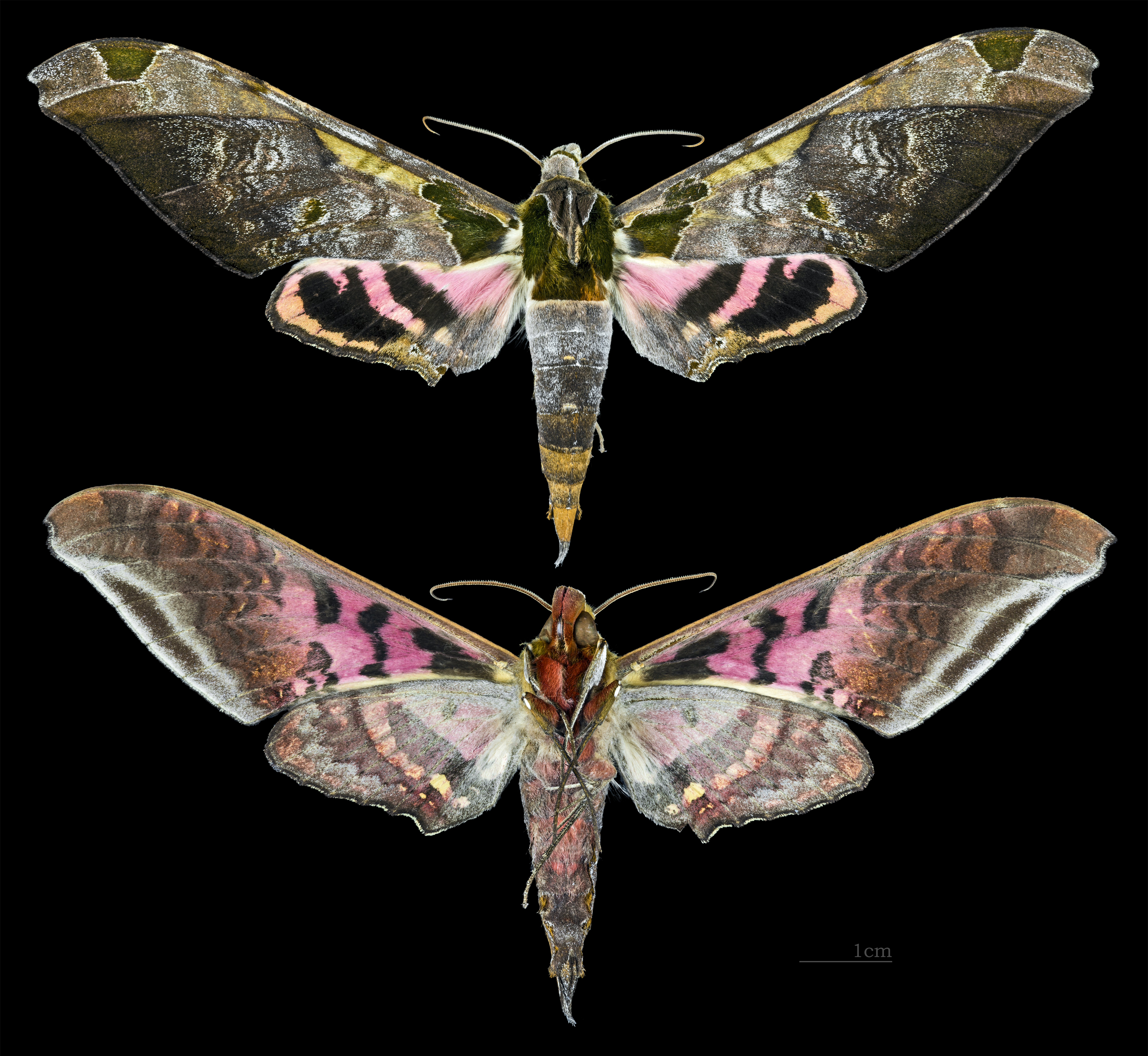
Adhemarius ypsilon - MHNT